# Мессидор

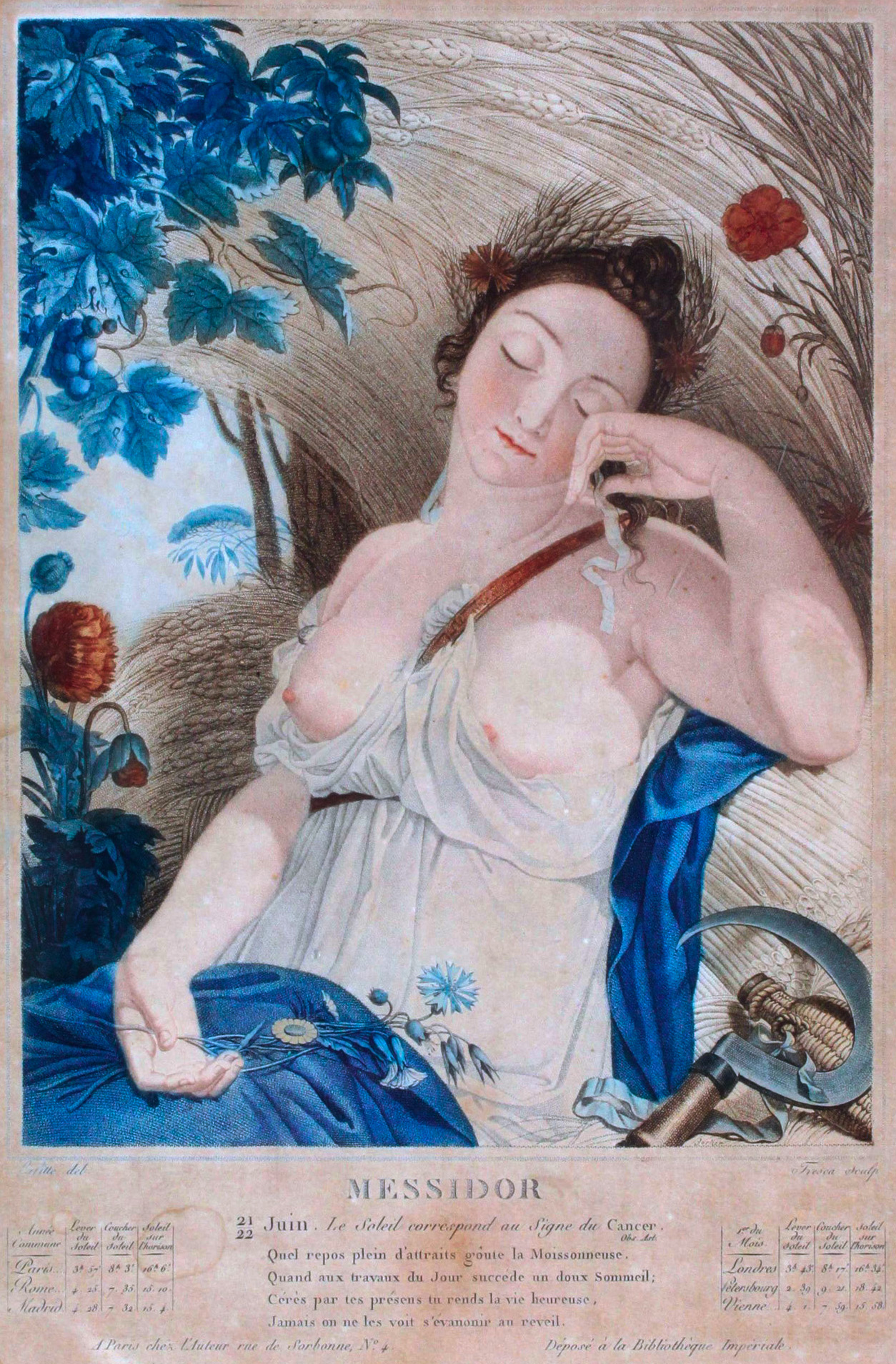
Луи Лафит. Аллегория, изображающая месяц мессидор

Мессидор (фр. messidor, от лат. messis — жатва и греч. δῶρον — дар) — 10-й месяц (19/20 июня — 18/19 июля) французского республиканского календаря, действовавшего с октября 1793 по 1 января 1806 года.
Как и все месяцы французского революционного календаря, мессидор содержит тридцать дней и делится на три декады. Вместо традиционных в католицизме святых, каждому дню приписано название сельскохозяйственного растения. Исключением являются пятый (фр. Quintidi) и десятый (фр. Decadi) дни каждой декады. Первому из них приписано название животного, а последнему — название сельскохозяйственного орудия.
| 1. Seigle (рожь) 2. Avoine (овёс) 3. Oignon (лук) 4. Véronique (вероника) 5. Mulet (мул) 6. Romarin (розмарин) 7. Concombre (огурец) 8. Échalote (лук-шалот) 9. Absinthe (полынь горькая) 10. Faucille (серп) | 11. Coriandre (кориандр) 12. Artichaut (артишок) 13. Girofle (гвоздика) 14. Lavande (лаванда) 15. Chamois (серна) 16. Tabac (табак) 17. Groseille (смородина) 18. Gesse (чина) 19. Cerise (вишня) 20. Parc (загон для скота) | 21. Menthe (мята) 22. Cumin (кумин) 23. Haricot (фасоль) 24. Orcanète (алканна красильная) 25. Pintade (цесарка) 26. Sauge (шалфей) 27. Ail (чеснок) 28. Vesce (горошек) 29. Blé (пшеница) 30. Chalémie (шалмей) |